# Анкерная тяга
Анкерная тяга — это устройство для передачи горизонтального усилия от лицевой стенки на анкерную опору или для связи взаимозаанкеренных конструкций. Предназначается для капитального строительства, возведения подземных и надземных сооружений, конструкций из стали и гидротехнических объектов, портов и причальных стенок. 

## Технология
Анкерные стальные тяги, изготовленные из круглого проката, должны отвечать техническим условиям и комплекту рабочей документации. Изготавливаются тяги из проката стального горячекатаного мерной длины в соответствии с ГОСТ 2590-88 обычной точности В.  Анкерное оборудование, предназначенное для строительства в районах с расчетной температурой до – 40 °С (09Г2С), производится из марок стали Ст3 по ГОСТ 380-71, стали 09Г2С по ГОСТ 19281-89,  стали 40Х по ГОСТ 4543-71, имеющих класс прочности 3.6, 4.6, 5.6, 8.8, 10.9, 12.9.

Тяга из стали 40Х изготавливается из цельного стержня с нарезкой резьбы с двух сторон. Тяги из сталей Ст3, 09Г2С изготавливаются из стержня и двух резьбовых шпилек, приваренных с двух концов. 

Для гарантии технических свойств и снятия напряжений после сварки, анкерные тяги из сталей 40Х, Ст3 и 09Г2С в дальнейшем обрабатываются термически.

Анкерные тяги класса прочности 4.6, 5.6, 8.8, 10.9, 12.9 в сборном виде состоят из цельных звеньев тяг с резьбами, гаек и одной или нескольких муфт. 

Диаметры анкерных тяг в мм: М48, М56, М64, М72, М80, М90, М100, М110, М125, М140.

## Анкерное оборудование

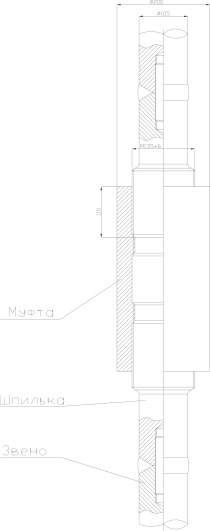
Схема

### Анкерный стержень
Основной стержень анкерной тяги должен быть цельным. Допустимо изготовление стержня двумя дополнительными сварными стыками, длина стыкуемых стержней должна быть не менее 1000 мм.

### Анкерные тяги с шарнирным и гаечным креплением
Тяги с гаечным креплением в сборе состоят из звеньев с резьбой, гаек, одной или нескольких муфт.

Тяги с шарнирными креплениями в сборке состоят из цельных звеньев тяг с резьбами, кованой проушиной, одной или нескольких муфт, гаек.

### Анкерная тяга с  проушиной
Концевые звенья тяг могут оканчиваться проушиной. Тяга с проушиной состоит их основного стержня, с одной стороны расположена проушина из листовой или кованой стали, а с другой приварная резьбовая шпилька.

### Звенья анкерной тяги
Наружные резьбы на звеньях анкерных тяг и шпильках выполняются нарезанием  или накатыванием. Внутренние резьбы на гайках и муфтах выполняются нарезанием.

Звенья анкерных тяг изготавливаются двух типов: в одном обе шпильки имеют правую резьбу, в другом – одна шпилька с правой резьбой, вторая – с левой резьбой.

Допускается заводской стык звена анкерной тяги с использованием соединительной муфты  со сборкой звена до проектной длины на заводе. При этом длина стыкуемых стержней звена анкерной тяги должна быть не менее 2,0 м. Длина заведения резьбы звена анкерной тяги в заводском стыке с использованием соединительной муфты должна быть не меньше 1,5 высоты гайки.

Кривизна основного стержня должна быть в пределах допусков 5. 12 по ГОСТ 2590-88.

## Дополнительное анкерное оборудование
Дополнительно к анкерному оборудованию поставляются подкладки плоские, подкладки сферические, подкладки радиусные, шарнирные  соединительные  и натяжные муфты.

Муфты, соединительные шарниры, проушины  резьбовые,  гайки, поставляемые с анкерными тягами,  должны иметь   класс прочности не ниже, чем у  тяг.

Натяжные и соединительные муфты должны быть изготовлены из круглого проката по ГОСТ 2590-88.

Допускается изготовление натяжных и соединительных муфт из стальных бесшовных горячекатаных труб по ГОСТ 8732-78 обычной точности, из стали 10Г2 с дополнительным требованием по ударной вязкости при температура минус 40оС не менее 35 Дж/см2 (3,5 кгс.м/см2). Не допускается применять бесшовные горячедеформированные трубы, изготовленные из слитков, имеющих маркировку с литером «Л», не прошедшие контроль неразрушающими методами.

Гайки изготавливаются по ГОСТ 10605-94.

Внутренние резьбы на гайках и муфтах выполняются нарезанием.

Профиль и основные размеры резьбы принимается по ГОСТ 24705-81. Поля допусков резьбы звеньев анкерных тяг, шпилек и гаек 8g и 7Н по ГОСТ16093-2004.

Технические требования для муфт и гаек по ГОСТ 18126-94.

Сварные швы должны быть выполнены по ГОСТ 14771-76.

## Условные обозначения анкерного оборудования
- Шпилька укороченная, ШУ-02-09Г2С, где ШУ-02-марка шпильки; 09Г2С-марка стали.
- Шпилька рядная с левой резьбой, ШРЛ-02-09Г2С, где ШРЛ-02-марка шпильки; 09Г2С-марка стали.
- Шпилька концевая, ШК-02-09Г2С, где ШК-02-марка шпильки; 09Г2С-марка стали.
- Шпилька рядная, ШР-02-09Г2С, где ШР-02-марка шпильки; 09Г2С-марка стали.
- Звено анкерной тяги АТС 1, АТС-1-02-6000-50.09Г2С, где АТС-1-02 - марка звена; 6000-длина звена; 50-диаметр тяги; 09Г2С-марка стали.
- Звено анкерной тяги АТС 2,  АТС-2-02-6000-50.09Г2С, где АТС-2-02 марка звена; 6000-длина звена; 50-диаметр тяги; 09Г2С-марка стали.
- Звено анкерной тяги АТС 3,  АТС-3-02-6000-50.09Г2С, где АТС-3-02 - марка звена; 6000-длина звена; 50-диаметр тяги;09Г2С-марка стали.
- Звено анкерной тяги АТС 4,  АТС-4-02-6000-50.09Г2С, где АТС-4-02 - марка звена; 6000-длина звена; 50-диаметр тяги; 09Г2С-марка стали.
- Звено концевое с левой резьбой, ЗКЛ.6000.М48.345., где ЗКЛ-марка звена; 6000-длина звена; М48-диаметр резьбы; 345-класс прочности стали.
- Звено промежуточное с левой резьбой, ЗПЛ.6000.М48.345, где ЗПЛ-марка звена; 6000-длина звена; М48-диаметр резьбы;345-класс прочности стали.
- Звено концевое ЗК.6000.М48.345, где ЗК-марка звена; 6000-длина звена; М48-диаметр резьбы; 345-класс прочности стали.
- Звено анкерной тяги АТСП1.
- Звено анкерной тяги АТСП2.
- Звено анкерной тяги АТСП3.
- Проушина кованная ПРК, ПРК-02-345, где ПРК-02-марка звена с проушиной; 345-марка стали.
- Проушина кованная ПРК1.
- Проушина ПР.
- Муфта натяжная ( МН ).
- Муфта соединительная ( МС ), МС-48-09Г2С, где МС-48-марка муфты соединительной; 09Г2С-марка стали.
- Муфта натяжная сварная ( МНС )
- Муфта шарнирная ( СШР ), СШР-02-09Г2С, где СШ-02-марка муфты шарнирной СШР; 09Г2С-марка стали.
- Соединительный шарнир, СШ-02-09Г2С, где СШ-02-марка соединительного шарнира;09Г2С-марка стали.
- Анкерная тяга ( Тип 1 )
- Анкерная тяга ( Тип 1 )
- Анкерная тяга ( Тип 2 )
- Анкерная тяга ( Тип 2 )
- Анкерная тяга с проушиной из листа
- Анкерная тяга с проушиной из листа
- Анкерная тяга с кованой проушиной ( Тип 2 )
- Анкерная тяга с кованой проушиной ( Тип 2 )
- Анкерная тяга  ( Тип 2 )
- Анкерная тяга ( Тип 2 )
- Палец, Палец с лыской
- Палец П-d
- Палец с лыскойПл-d
- Подкладка плоская ПП
- Подкладка радиусная ПР
- Подкладка плоская ППС
- Подкладка кленовая ПК
- Подкладка цилиндрическая ПЦ
- Подкладка плоская со сферической расточкой ППСР
- Подкладка сферическая ПС